# 55-й Северокаролинский пехотный полк
55-й Северокаролинский пехотный полк (55th North Carolina Infantry) представлял собой один из пехотных полков армии Конфедерации во время Гражданской войны в США. Полк был включён в Северовирджинскую армию перед Геттисбергской кампанией и прошёл все сражения до капитуляции при Аппоматтоксе. Полк участвовал в боях первого дня сражения при Геттисберге и в атаке Пикетта на третий день сражения.

## Формирование
55-й Северокаролинский был сформирован в Кэмп-Магнум около Роли в мае 1862 года. Его роты были набраны в округах Питт, Уилсон, Уилкс, Кливленд, Берк, Катаба, Джонстон, Александер, Онслоу, Франклин и Гренвилл. Командиром полка был избран Джон Керр Конелли, который до этого командовал ротой «В» 11-го Северокаролинского добровольческого полка. Подполковником был избран Эбнер Галлуэй, а майором — Джеймс Уитхэд. Вскоре подполковник уволился и его место занял Морис Смит, а майор умер, поэтому капитан Бэло из 11-го Северокаролинского, стал майором.

## Боевой путь
После формирования и обучения полк был направлен в департамент Пальмико в распоряжение генерала Джеймса Мартина, и пробыл там, около Кинстона, до осени 1862 года. 7 августа 1862 года полк впервые принял участие в боевых действиях — воспрепятствовал федеральному десанту у Кинстона. 1 октября 1862 года полк был направлен в Петерсберг для патрульной службы. Там его свели со 2-м, 11-м и 42-м миссисипскими полками в бригаду, которую поручили генералу Джозефу Дэвису. Эта бригада представляла собой сильно переформированную бригаду Бернарда Би, которая сражалась в первом сражении при Булл-Ран. Весной 1863 года Джеймс Лонгстрит использовал эту бригаду в своей экспедиции против Саффолка.